# Asparn an der Zaya
Asparn an der Zaya é uma cidade localizada no distrito de Mistelbach, na Baixa Áustria.

## Política
O burgomestre da freguesia é Johann Panzer do Partido Popular Austríaco.

### Conselho Municipial
- ÖVP 11
- SPÖ 7
- FPÖ 1

### Massacre de Schletz
O local do assentamento de cerâmica linear de Schletz, próximo a Asparn an der Zaya, cerca de 50 quilômetros ao norte de Viena, foi investigado arqueologicamente de 1983 a 2005.. O assentamento era cercado por uma vala oval, que era dupla em alguns pontos. A vala oval tinha uma largura de até quatro metros, uma profundidade de dois metros e um diâmetro longitudinal de 330 metros. O interior do assentamento, onde foram encontradas as fundações de 12 casas compridas, era acessível por várias pontes de terra.
As escavações, que cobriram cerca de 20% do local, revelaram os esqueletos de cerca de 200 indivíduos que morreram em decorrência de ferimentos graves no crânio e, em um caso, de tiros de flecha. As trincheiras permaneceram abertas, de modo que a posição de alguns dos corpos foi alterada por danos causados por animais. A maioria dos corpos estava deitada em decúbito ventral, muitos esqueletos não tinham braços ou pernas e crânios decepados também foram encontrados separadamente. Era perceptível que quase não havia mulheres jovens entre os mortos. Depois disso, a área do assentamento não foi mais habitada.
O massacre em Schletz ocorreu ao mesmo tempo que o massacre em Kilianstädten (Hesse) e o massacre em Talheim (Baden-Württemberg).